# Mitsubishi Heavy Industries Football Club 1979
Questa voce raccoglie le informazioni riguardanti il Mitsubishi Heavy Industries Football Club nelle competizioni ufficiali della stagione 1979.

## Stagione
Presentatosi ai nastri di partenza con l'organico privo di alcuni dei giocatori della vecchia guardia, il Mitsubishi Heavy Industries terminò il campionato lontano dalle parti alte della classifica, ma giunse fino in fondo in Coppa dell'Imperatore dove fu sconfitto dal Fujita Kogyo e mancò la finale della Japan Soccer League Cup a causa di una sconfitta ai rigori contro il Furukawa Electric.

## Maglie e sponsor
Le divise, prodotte dalla Puma, mantengono invariato l'aspetto introdotto nella stagione precedente.
| Manica sinistra · Manica sinistra · Maglietta · Maglietta · Manica destra · Manica destra · Pantaloncini · Calzettoni |

## Rosa
| N. |                     | Ruolo | Calciatore          |
| -- | ------------------- | ----- | ------------------- |
| 1  | Giappone (bandiera) | P     | Mitsuhisa Taguchi   |
| 2  | Giappone (bandiera) | D     | Masatoshi Matsunaga |
| 3  | Giappone (bandiera) | D     | Kazuo Saitō         |
| 4  | Giappone (bandiera) | D     | Takeshi Kawashima   |
| 5  | Giappone (bandiera) | C     | Hiroshi Ochiai      |
| 6  | Giappone (bandiera) | D     | Hisao Suzuki        |
| 7  | Giappone (bandiera) | A     | Kazumi Takada       |
| 8  | Giappone (bandiera) | C     | Mitsuo Katō         |
| 9  | Giappone (bandiera) | A     | Ikuo Takahara       |
| 10 | Giappone (bandiera) | A     | Hisao Sekiguchi     |
| 11 | Giappone (bandiera) | C     | Mitsunori Fujiguchi |

| N. |                     | Ruolo | Calciatore        |
| -- | ------------------- | ----- | ----------------- |
| 12 | Giappone (bandiera) | C     | Noboru Nagao      |
| 13 | Giappone (bandiera) | D     | Yosuke Naito      |
| 14 | Giappone (bandiera) | A     | Kazuo Ozaki       |
| 15 | Giappone (bandiera) |       | Masao Yoshimoto   |
| 17 | Giappone (bandiera) | C     | Hiroshi Muramatsu |
| 18 | Giappone (bandiera) | D     | Yuzuru Oguro      |
| 19 | Giappone (bandiera) | D     | Akira Negishi     |
| 20 | Giappone (bandiera) | D     | Miichiro Umeda    |
| 21 | Giappone (bandiera) | D     | Akira Hashimoto   |
| 22 | Giappone (bandiera) | P     | Satoshi Yamaguchi |
| 23 | Giappone (bandiera) | D     | Yasuyuki Kishino  |

## Statistiche

### Statistiche di squadra
| Competizione          | Punti | Totale | Totale | Totale | Totale | Totale | Totale | DR |
| Competizione          | Punti | G      | V      | N      | P      | Gf     | Gs     | DR |
| --------------------- | ----- | ------ | ------ | ------ | ------ | ------ | ------ | -- |
| JSL Division 1        | 32    | 18     | 10     | 0      | 8      | 16     | 20     | -4 |
| JSL Cup               | -     | 4      | 3      | 1      | 0      | 8      | 3      | +5 |
| Coppa dell'Imperatore | -     | 4      | 3      | 0      | 1      | 10     | 3      | +7 |
| Totale                |       | 26     | 16     | 1      | 9      | 34     | 26     | +8 |

### Statistiche dei giocatori
| Giocatore | JSL Division 1 | JSL Division 1 | Coppa dell'Imperatore | Coppa dell'Imperatore | Totale   | Totale |
| Giocatore | Presenze       | Reti           | Presenze              | Reti                  | Presenze | Reti   |
| --------- | -------------- | -------------- | --------------------- | --------------------- | -------- | ------ |
| Fujiguchi | 18             | 3              | 1+                    | ?                     | 19+      | 3+     |
| Hashimoto | ?              | ?              | ?                     | ?                     | ?        | ?      |
| Kato      | 9              | 0              | 1+                    | ?                     | 10+      | 0+     |
| Kawashima | ?              | ?              | ?                     | ?                     | ?        | ?      |
| Kishino   | 0              | 0              | ?                     | ?                     | 0+       | 0+     |
| Matsunaga | ?              | ?              | ?                     | ?                     | ?        | ?      |
| Muramatsu | ?              | ?              | ?                     | ?                     | ?        | ?      |
| Nagao     | 18             | ?              | 1+                    | ?                     | 19+      | ?      |
| Naito     | ?              | ?              | 1+                    | ?                     | 1+       | ?      |
| Negishi   | ?              | ?              | ?                     | ?                     | ?        | ?      |
| Ochiai    | 18             | 2              | 1+                    | ?                     | 19+      | 2+     |
| Oguro     | ?              | ?              | ?                     | ?                     | ?        | ?      |
| Ozaki     | 14             | ?              | 1+                    | ?                     | 15+      | ?      |
| Saito     | 14             | 0              | 1+                    | ?                     | 15+      | 0+     |
| Sekiguchi | 16             | 3              | 1+                    | ?                     | 17+      | 3+     |
| Suzuki    | ?              | ?              | 1+                    | ?                     | 1+       | ?      |
| Taguchi   | 18             | -20            | 1+                    | -2+                   | 19+      | -22+   |
| Takada    | 9              | 0              | 1+                    | ?                     | 10+      | 0+     |
| Takahara  | 17             | 4              | 1+                    | ?                     | 18+      | 4+     |
| Umeda     | ?              | ?              | ?                     | ?                     | ?        | ?      |
| Yamaguchi | 0              | -0             | 1+                    | ?                     | 1+       | 0+     |
| Yoshimoto | ?              | ?              | ?                     | ?                     | ?        | ?      |